# 1874 год в истории железнодорожного транспорта
1874 год в истории железнодорожного транспорта

## События
- 22 февраля — на Рязано-Уральской железной дороге открыта Бековская ветвь (от станции Вертуновская до села Беково).
- 3 мая были введены в действие Главные мастерские Владикавказской железной дороги[1].
- 17 мая — прошёл первый поезд через станцию Тихорецкая Владикавказской железной дороги[2].
- 14 октября — сдан в эксплуатацию участок Мелитополь-Симферополь Лозово-Севастопольской железной дороги и открыта станция Симферополь.
- Построена линия Здолбуново — Радзивиллов — Красне Ковельской железной дороги[3].
- В Тунисе открыта первая железная дорога[4].
- Основан Калужский машиностроительный завод.
- Основан Полтавский тепловозоремонтный завод, как «Полтавские железнодорожные мастерские».
- Основан Стрыйский вагоноремонтный завод.

## Персоны

### Родились
- 4 февраля Пётр Петро́вич Юре́нев — российский политический деятель, инженер. Член II Государственной думы. В июле — августе 1917 — министр путей сообщения во Временном правительстве.
- 12 мая — Яков Модестович Гаккель — русский советский инженер, внёсший значительный вклад в развитие российского самолёто- и тепловозостроения первой половины XX века (создатель одного из первых в мире тепловозов — тепловоза ЩЭЛ1), учёный-электротехник.